# کریس نونان
کریس نونان (انگلیسی: Chris Noonan؛ زادهٔ ۱۴ نوامبر ۱۹۵۲) کارگردان، تهیه‌کننده، فیلم‌نامه‌نویس و هنرپیشه اهل استرالیا است. وی از سال ۱۹۷۰ میلادی تاکنون مشغول فعالیت بوده است.

## فیلمشناسی
- بیب (۱۹۹۵)